# Президент на Египет
Президентът на Арабска република Египет е държавният глава на Египет от създаването на републиката през 1953. Продължителността на мандата му е 6 години, като няма ограничения за броя на мандатите. От 2005 президентът се избира с пряко гласуване. Между 1980 и 2005 процедурата за избор на президент предвижда плебисцит, който одобрява или отхвърля кандидат, предложен от Народното събрание.

## Списък на президентите
| Период на управление                | Име                                    | Портрет | Роден – Починал | Партия                                                                                  |
| ----------------------------------- | -------------------------------------- | ------- | --------------- | --------------------------------------------------------------------------------------- |
| 1953 – 1954                         | Мохамед Нагиб                          |         | 1901 – 1984     | Военен                                                                                  |
| 1956 – 1970                         | Гамал Абдел Насър                      |         | 1918 – 1970     | Арабски социалистически съюз                                                            |
| 1970 – 1981                         | Ануар Садат                            |         | 1918 – 1981     | Арабски социалистически съюз (до 1977 г.) Национална демократическа партия (от 1977 г.) |
| 6 октомври 2002 – 14 октомври 2002  | Суфи Абу Талеб (изпълняващ длъжността) |         | 1925 – 2008     |                                                                                         |
| 30 декември 1981 – 11 февруари 2011 | Хосни Мубарак                          |         | 1928 – 2020     | Национална демократическа партия на Египет                                              |
| 30 юни 2012 – 3 юли 2013            | Мохамад Морси                          |         | 1951 – 2019     | Партия на свободата и справедливостта                                                   |
| 4 юли 2012 – 8 юни 2014             | Адли Мансур (и.д.)                     |         | 1945 –          | независим                                                                               |
| 8 юни 2014 –                        | Абдел Фатах Сиси                       |         | 1954 –          | независим                                                                               |